# Albatros J.I
Albatros J.I – niemiecki samolot piechoty, zaprojektowany w 1917 roku w firmie Albatros Flugzeugwerke GmbH.

## Historia
W 1917 roku lotnictwo niemieckie złożyło zamówienie do kilku wytwórni lotniczych na nowy typ samolotu do współdziałania z wojskami lądowymi, klasy określonej w Niemczech jako IFL (Infanterieflugzeug). Wytwórnia Albatros odpowiadając na to zamówienie już w połowie 1917 roku wyprodukowała tego typu samolot oznaczony jako Albatros J.I (oznaczenie fabryczne L40).

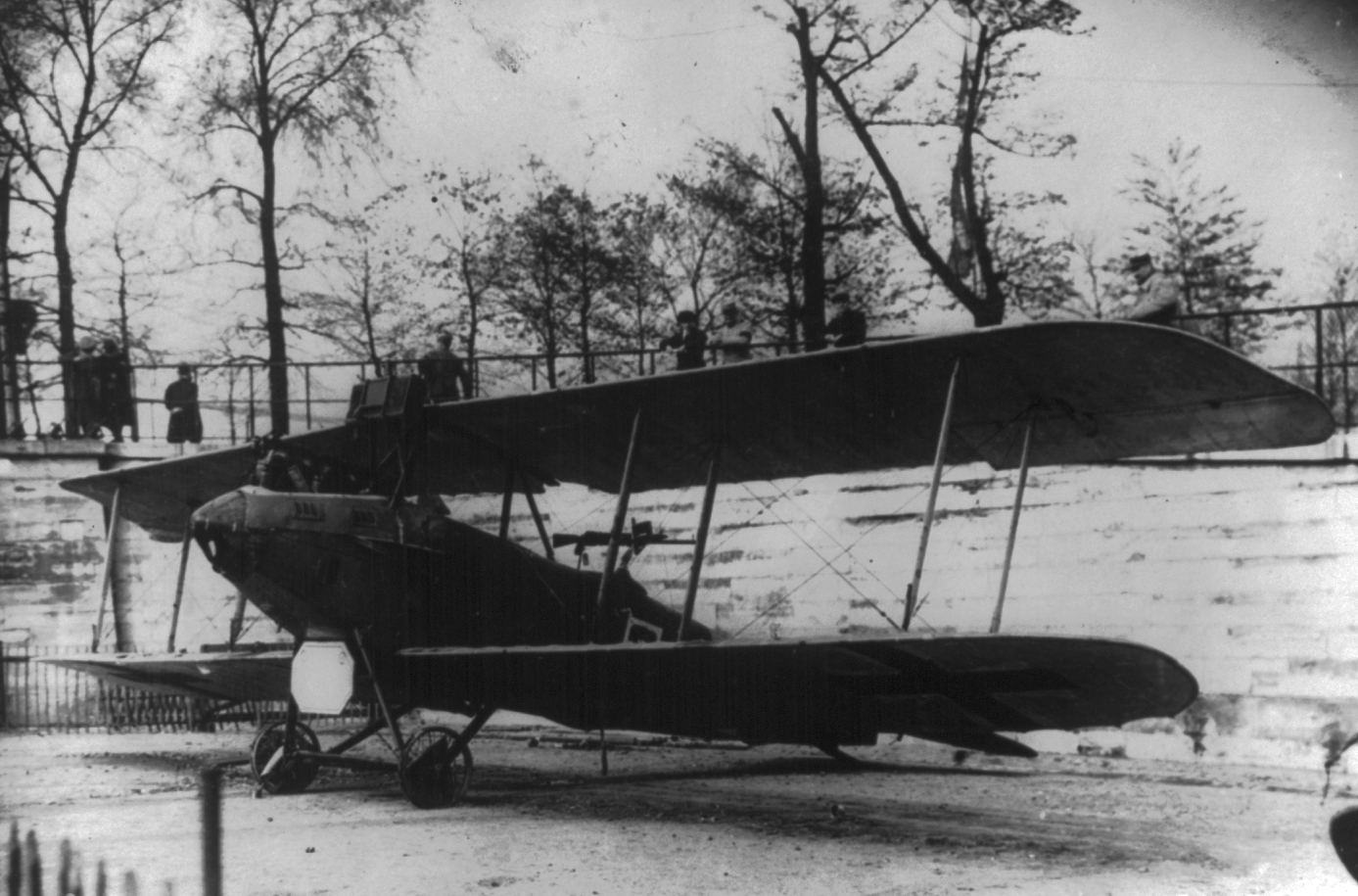
Albatros J.I przechwycony przez Amerykanów. 1919 r.

Główni konstruktorzy firmy, inż. Thelen i Schubert zaprojektowali nowy samolot bazując na konstrukcji udanego samolotu rozpoznawczo-bombowego konstrukcji drewnianej Albatros C.XII, z którego przejęto płaty i usterzenie wraz z tylną częścią kadłuba. W konstrukcji kadłuba częściowo odstąpiono od konstrukcji półskorupowej i owalnego przekroju kadłuba na rzecz konstrukcji kratownicowej i prostokątnego przekroju, w celu łatwiejszego opancerzenia płaskich powierzchni. Ze względu na rodzaj zadań, jakie miał samolot spełniać, dwuosobowa odkryta kabina załogi w środkowej części kadłuba została pokryta od boków, dołu i tyłu płytami pancernymi o grubości 5 mm, chroniącymi przed pociskami broni strzeleckiej. Wyprodukowano ok. 240 egzemplarzy samolotu.
Samolot ten wprowadzono do użycia w lotnictwie niemieckim w połowie 1917 roku. W trakcie jego użycia w akcjach bojowych na froncie, stwierdzono, że samolot ten spełnia swoje zadania, lecz wadą jest brak opancerzenia silnika. Wada ta została usunięta w następnym samolocie Albatros J.II.

## Użycie w lotnictwie polskim
Na początku 1919 oddziały polskie zdobyły lub przejęły od wycofujących się Niemców kilka samolotów Albatros J.I. Jeden z nich używany był w I Eskadrze Wielkopolskiej (przemianowanej później na 12 Eskadrę Wywiadowczą), a następnie w szkole pilotów na lotnisku Ławica w Poznaniu. W warsztatach lotniczych w Poznaniu zmontowano z części 8 samolotów tego typu, z których 2 przydzielono w sierpniu 1920 do 8 Eskadry Wywiadowczej. Samoloty Albatros J.I brały udział w walkach podczas wojny polsko-radzieckiej. 
Ogółem w Polsce użytkowano ok. 10 egzemplarzy samolotu Albatros J.I. W lotnictwie polskim samoloty te przetrwały do 1921 roku, po czym zostały wycofane z eksploatacji z powodu całkowitego zużycia.

## Opis techniczny

Silnik Benz Bz.IV eksponowany w MLP w Krakowie

Dwumiejscowy dwupłat o konstrukcji mieszanej, przeważnie drewnianej. Kadłub o konstrukcji kratownicowej drewnianej krytej blachą duralową w przedniej części i półskorupowej drewnianej, krytej sklejką, w tylnej części. Skrzydła dwudźwigarowe drewniane kryte płótnem, górny płat oparty na rozpórkach i zastrzałach, dolny mocowany do kadłuba. Przód kadłuba mieścił silnik rzędowy chłodzony cieczą, częściowo wystający z kadłuba, z kolektorem wydechowym skierowanym do góry. W środkowej części kadłuba znajdował się zbiornik paliwa oraz dwie odkryte kabiny załogi w układzie tandem – pierwsza pilota, druga obserwatora. Środkowa część kadłuba była wykonana w formie skrzyni z blachy pancernej ze stali chromoniklowej od dołu, boków i tyłu, grubości 5 mm. W kabinie pilota z lewej strony część płyty pancernej tworzyła drzwiczki, które ułatwiały wysiadanie. Usterzenie klasyczne, o kształcie eliptycznym – stateczniki kryte sklejką, stery konstrukcji z rur stalowych kryte płótnem. Podwozie samolotu klasyczne stałe, z płozą ogonową. Chłodnica cieczy zamontowana pośrodku przed górnym płatem. Śmigło drewniane, dwułopatowe.
Uzbrojenie główne stanowiły 2 stałe karabiny maszynowe LMG 08/15 (Spandau) 7,92 mm, zamontowane w kadłubie, strzelające skośnie w dół do przodu pod kątem 45° i służące do ostrzeliwania celów naziemnych w locie poziomym. Dalsze uzbrojenie stanowił 1 ruchomy karabin maszynowy Parabellum 7,92 mm obserwatora na obrotnicy. Zapas amunicji wynosił po 500 nabojów.